# Onthophagus wensis
Onthophagus wensis är en skalbaggsart som beskrevs av Josso och Prévost 2006. Onthophagus wensis ingår i släktet Onthophagus och familjen bladhorningar. Inga underarter finns listade i Catalogue of Life.